# Unión Democrática y Social de Gabón
La Unión Democrática y Social de Gabón (en francés: Union Démocratique et Sociale Gabonaise o UDSG) fue un partido político de Gabón de ideología socialdemócrata. Desde la independencia del país en 1960, hasta el establecimiento del sistema unipartidista, en 1968, la UDSG fue el principal partido opositor del país al gobernante Bloque Democrático Gabonés, de Léon M'Ba.

## Historia
La UDSG fue establecida por Jean-Hilaire Aubame el 9 de septiembre de 1947, y fue afiliado al Partido de Reagrupamiento Africano. En las elecciones de la Asamblea Territorial de 1952 ganó 14 de los 24 escaños. Obtuvo el mismo número de escaños en 1957, pero ahora la Asamblea era de 40 asientos. Aunque el UDSG fue el partido más votado, una coalición liderada por el Bloque Democrático Gabonés ganó la mayoría absoluta necesaria para gobernar. Para las elecciones generales posteriores a la independencia, el partido se unió al Bloque Democrático Gabonés para formar una coalición llamada "Unión Nacional", que presentó a Léon M'Ba como candidato único a la presidencia y obtuvo todos los escaños.
El día destinado a celebrarse las elecciones, 17 de febrero de 1964, se perpetuó un golpe de Estado contra el Presidente Léon M'Ba, en gran parte instigado por sus deseos de imponer un régimen de partido único sin tener en cuenta a la oposición. Sin embargo, en última instancia el golpe fracasó y M'Ba retomó el poder al día siguiente. M'Ba intentó utilizar el golpe como excusa para implementar su modelo unipartidista, disolviendo el Parlamento y organizando las elecciones legislativas de 1964 para el 12 de abril. Sin embargo, ante la insistencia del gobierno francés, M'Ba en última instancia debió tolerar que la oposición participara en las elecciones. Sin embargo, los líderes de la oposición más importantes no pudieron participar debido a su participación en el golpe, y conocidos organizadores anti-M'ba fueron deportados a lugares remotos del país.
El gobierno francés vigiló las elecciones, y varios militares franceses aún presentes en el país intimidaron votantes en apoyo a M'Ba. A pesar del fraude electoral, la oposición obtuvo casi la mitad de los votos, ganando 16 escaños de los 47 que componían la Asamblea Nacional, mientras que el BDG ganó 31 y pudo mantener su gobierno. La oposición discutió los resultados y organizó una huelga general, que fue duramente reprimida. De ese modo, tras la muerte de M'Ba, el régimen unipartidista fue consolidado por su sucesor, Omar Bongo, el 12 de marzo de 1968.